# Spooner (Wisconsin)
Spooner è un comune degli Stati Uniti d'America, situato nello Stato del Wisconsin, nella Contea di Washburn.